# Martyn J. Fogg
Martyn J. Fogg (3 de Julho de 1960 - ) é um famoso pesquisador de engenharia planetária com várias publicações sobre terraformação.
Martyn J. Fogg foi primeiramente cirurgião dentista, após isso se graduou em física e em geologia e depois tornou-se mestre em astrofísica. Atualmente Fogg está tentando um Ph.D. em ciências planetárias. Atualmente Fogg vive em Londres.